# Governatorato di Muharraq
Muharraq è un governatorato del Bahrein con 169.299 abitanti (stima 2008).

## Geografia
Muharraq è il più settentrionale tra i cinque governatorati del Bahrein e confina con solo un altro governatorato, quello della Capitale a Sud-ovest. A nord, a sud, a est e a ovest, viene bagnato dal Golfo del Bahrein. La città più importante e popolata nonché capoluogo del governatorato di Muharraq è Al Muharraq.